# Heinz Neumärker
Heinz Neumärker (* 1935 in Breslau; † 2017 in Leverkusen) war ein deutscher Amateurfotograf und Bildautor, der durch seine über fünf Jahrzehnte andauernde fotografische Dokumentation des Zirkuslebens in der Bundesrepublik Deutschland bekannt wurde. Sein umfangreiches Werk gilt als einzigartiges Langzeitprojekt der Circusfotografie und umfasst neben zehntausenden Aufnahmen auch ein Archiv aus Plakaten, Programmheften und weiteren historischen Materialien. Die Bilder zeigen nicht nur Manege und Artisten, sondern auch den Alltag hinter den Kulissen und spiegeln damit ein wichtiges Stück Kultur- und Sozialgeschichte des 20. Jahrhunderts wider.

## Leben
Heinz Neumärker wurde 1935 in Breslau geboren. 1950 ließ sich seine Familie in Leverkusen nieder. 1963 heiratete er; er verstarb 2017 in seiner Wahlheimat. Seine Leidenschaft für den Circus ging nach eigener Aussage auf ein Erlebnis zurück, als er im Alter von sieben Jahren in Breslau neben der Jahrhunderthalle die Zeltstadt des Circus Busch und den benachbarten Zoo erlebte. Dieser Dreiklang – Circus, Architektur und Tierwelt – ließ ihn zeit seines Lebens nicht mehr los. Neben seinem umfangreichen Werk zur Circusfotografie entstanden auch zahlreiche Fotografien in Zoos.
Hauptberuflich war er leitender Angestellter beim größten Arbeitgeber Leverkusens. Diese Position ermöglichte es ihm, als freier Bildautor sein Fotoprojekt „Circus-Fotografie“ über einen Zeitraum von rund 50 Jahren zu verfolgen. Ziel seiner fotografischen Arbeit war es, eine „Allansichtigkeit“ des Circus zu schaffen, die sämtliche Facetten des Zirkuslebens einfängt und eine vergangene Epoche fast wieder real werden lässt. Zu seinem Repertoire gehörten Bildtotalen, Großaufnahmen und Momentaufnahmen.

## Werk
Neumärker begann in den 1950er-Jahren, vor allem Zirkusse im Rheinland zu dokumentieren. Sein fotografischer Fokus lag weniger auf den Showmomenten in der Manege, sondern auf dem Geschehen hinter den Kulissen: beim Aufbau, im Alltag der Artisten und im Umfeld des Zirkus.
Sein Archiv umfasst Programmhefte, Plakate, Drucke, Zeitungsartikel, Periodika, Korrespondenzen und vor allem ein umfangreiches fotografisches Werk von rund 200.000 Aufnahmen. Kaum jemand sonst habe ein Fotoprojekt so lange und kontinuierlich verfolgt.
Sein Stil wird mit der dokumentarischen Fotografie von Chargesheimer oder der Bildgestaltung eines Henri Cartier-Bresson verglichen.
Durch präzise Bildkomposition und einfühlsame Beobachtung gelang es ihm, das Zirkusleben mit Respekt und Authentizität festzuhalten.

## Bedeutung
Neumärkers Werk gilt als einzigartiger Beitrag zur dokumentarischen Fotografie der Bundesrepublik Deutschland. Seine Aufnahmen zeigen nicht nur den Circus in seiner Ganzheit, sondern auch eine soziale Realität der Nachkriegszeit.

## Veröffentlichungen (posthum)
Aus dem fotografischen Nachlass erschienen mehrere Bildbände, herausgegeben durch seinen Sohn, den Kunsthistoriker Carsten Neumärker:
- Heinz Neumärker - ohne Vorstellung. Circusfotografien von 1950 bis 1970, Vision Eins, Köln 2023. ISBN  978-3-00-074372-6. Über 120 Motive, mit Aufsätzen von Klaus Honnef und Urs Odermatt.
- Am Rande. Circusfotografien von 1954 bis 1980, 2023, 84 ausgewählte Fotografien, mit Fokus auf Interaktionen zwischen Zirkus und Gesellschaft.
- Augenblicke. Circusfotografien von 1950 bis 1982, 2024, 61 Motive, mit einem Text von Adelheid Komenda.
- Unter Deutzer Brücken. Circusfotografien von 2002 bis 2007, 2024, Farbfotografien des Zirkuslebens unter der städtischen Kulisse Köln-Deutz.
- Sichten. Circusfotografien von 1956 bis 1983, 2025, 84 Abbildungen, mit einem Text von Barbara Hess.